# Меморандум словацкого народа

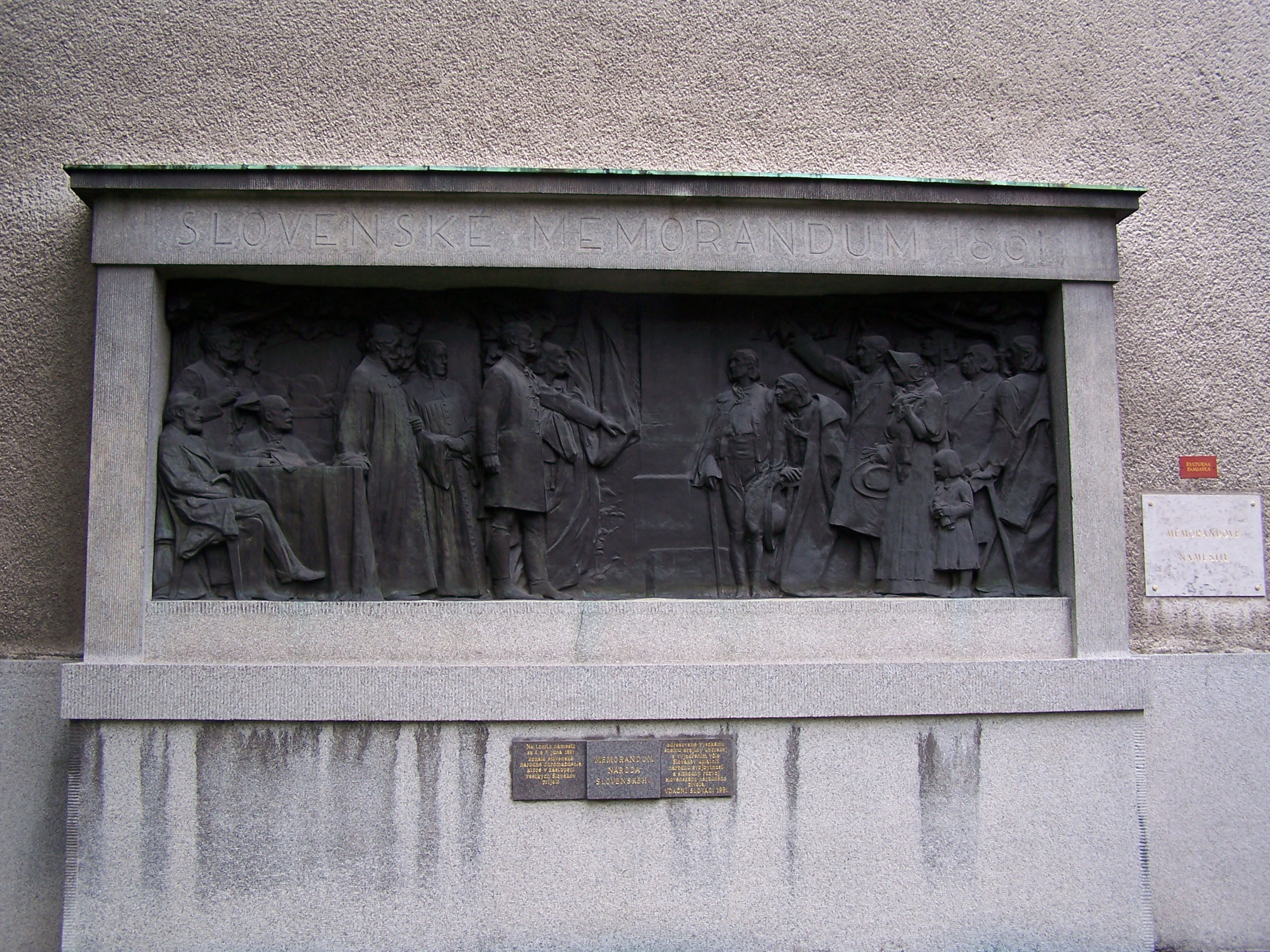
Памятник Меморандуму словацкого народа в Мартине

Мемора́ндум слова́цкого наро́да (словац. Memorandum národa slovenského) — программный документ словацких конституционных, правовых, политических и культурных требований, принятый на Словацком национальном собрании 6—7 июня 1861 года в городе Мартин. Автором Меморандума был Штефан Марко Дакснер. Меморандум стал программным документом Словацкой национальной партии.

## Требования
Меморандум словацкого народа включал в себе как существенные, так и менее важные положения. Среди менее важных положений были:
- требование создания Правовой академии;
- требование создания кафедры словацкого языка и литературы в университете Пешта;
- требование, чтобы в школах могло вестись преподавание на словацком языке;
- требование о разрешении на издание словацких хозяйственных журналов;
- требование о разрешении на создание словацких хозяйственных организаций;

и другие подобные вещи, которые обобщались тем, что за ними стояла идея национально-культурной автономии.

## Реакция
Наиболее существенным было то, что Меморандум словацкой нации должен был сформировать юридическое закрепление самостоятельности словацкой нации и опровергнуть теорию «горновенгерского народа» в отношении словаков, но при этом ни одно из положений Меморандума не требовало отделения Словакии от Венгрии. Это была лишь первая попытка достичь какой-нибудь культурной и образовательной автономии, но венгерский парламент отклонил Меморандум словацкой нации. Таким образом, венгерскими властями было нарушено обещание, данное в Октябрьском дипломе о национальном развитии народов. Меморандум словацкой нации являлся формой государственно-правовых требований словаков, в ответ на что венгерские власти начали так называемую «противомеморандовую акцию», во время которой старосты словацких деревень вынуждены были отказаться от Меморандума под давлением.
В результате словацкие национальные лидеры составили новую программу, которую представили правительству в Вене. Второй документ, созданный в 1861 году, был представлен 12 декабря 1861 и вошёл в историю как Венский меморандум.